# Fährverbindung Rostock–Gedser

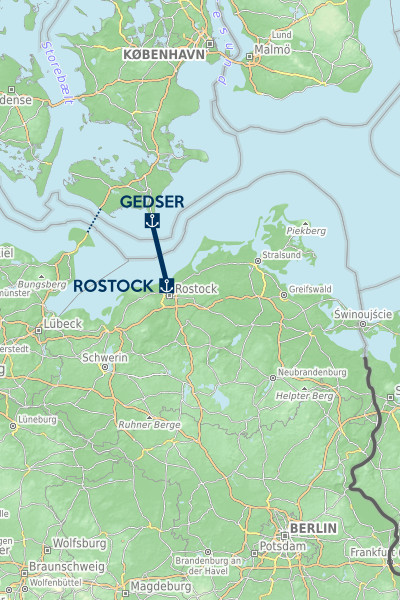

Die Fährlinie Rostock–Gedser verbindet den deutschen Hafen Rostock mit dem Hafen Gedser auf der Südspitze der dänischen Insel Falster. Seit 1990 werden auf dieser 48 Kilometer langen Strecke durch die Mecklenburger Bucht und die Kadetrinne in der Ostsee Personen und Kraftfahrzeuge transportiert. Sie ist Teil der Europastraße 55.

## Geschichte

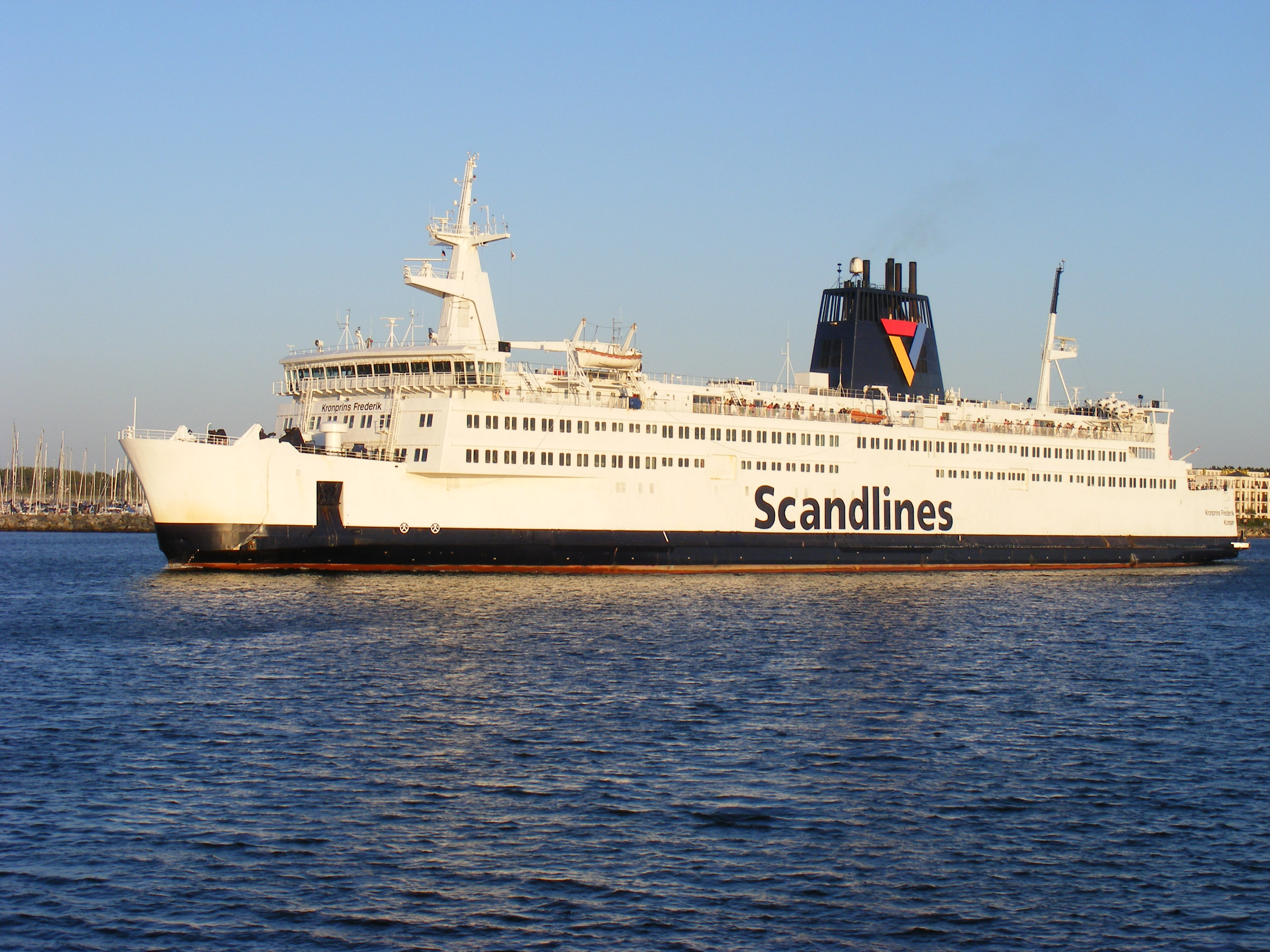
Fährschiff Kronprins Frederik

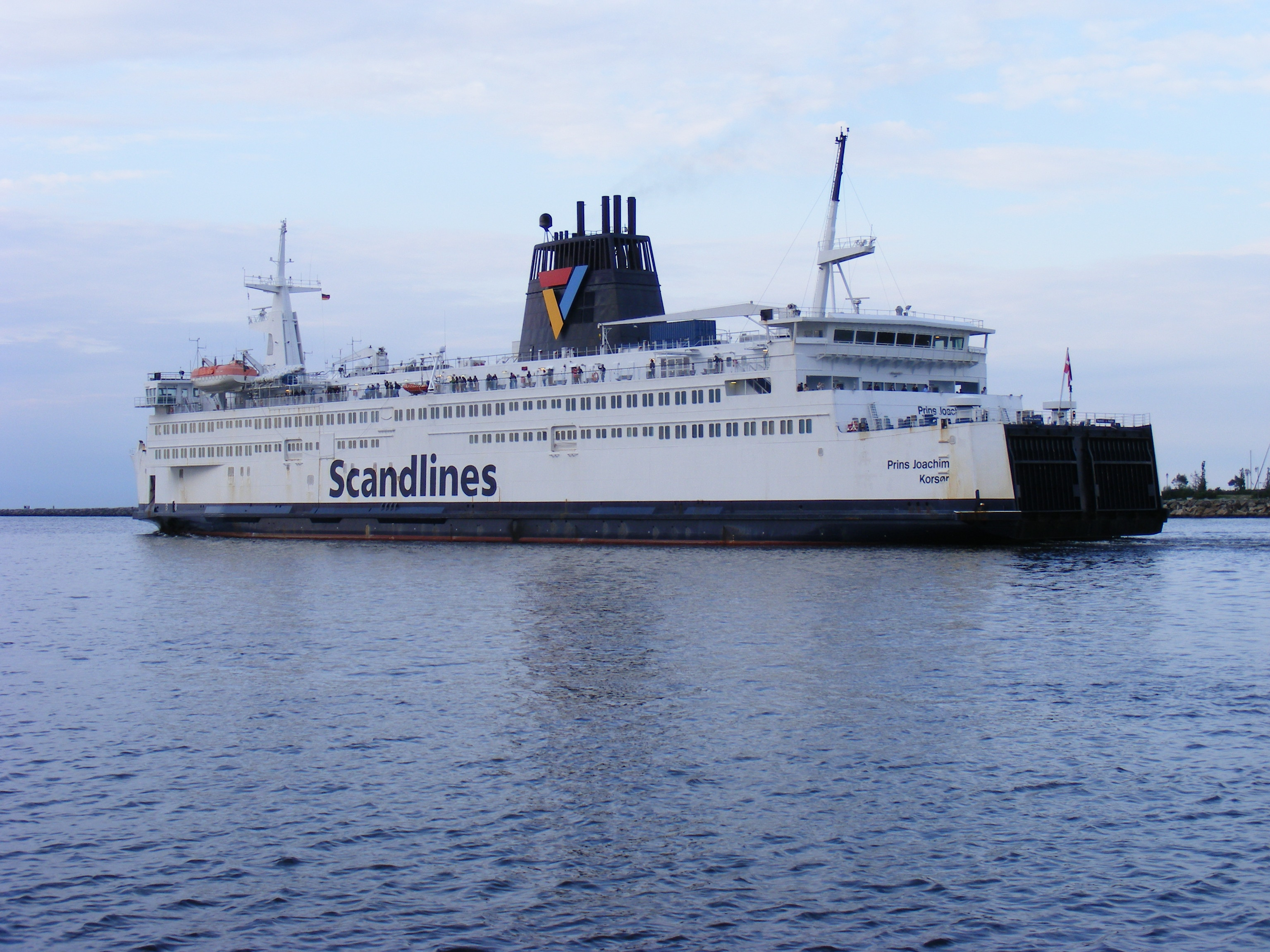
Fährschiff Prins Joachim

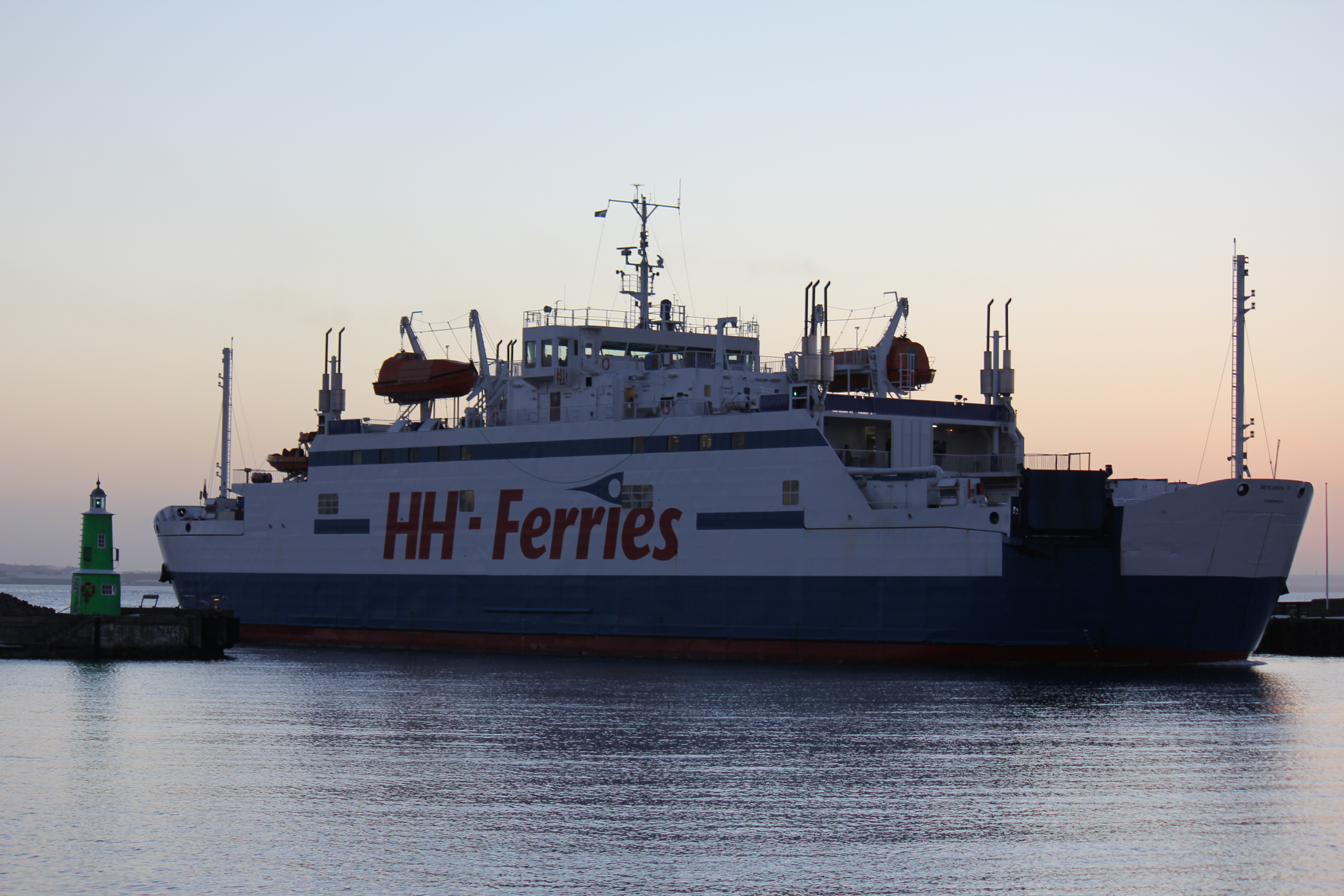
Fährschiff Mercandia VIII

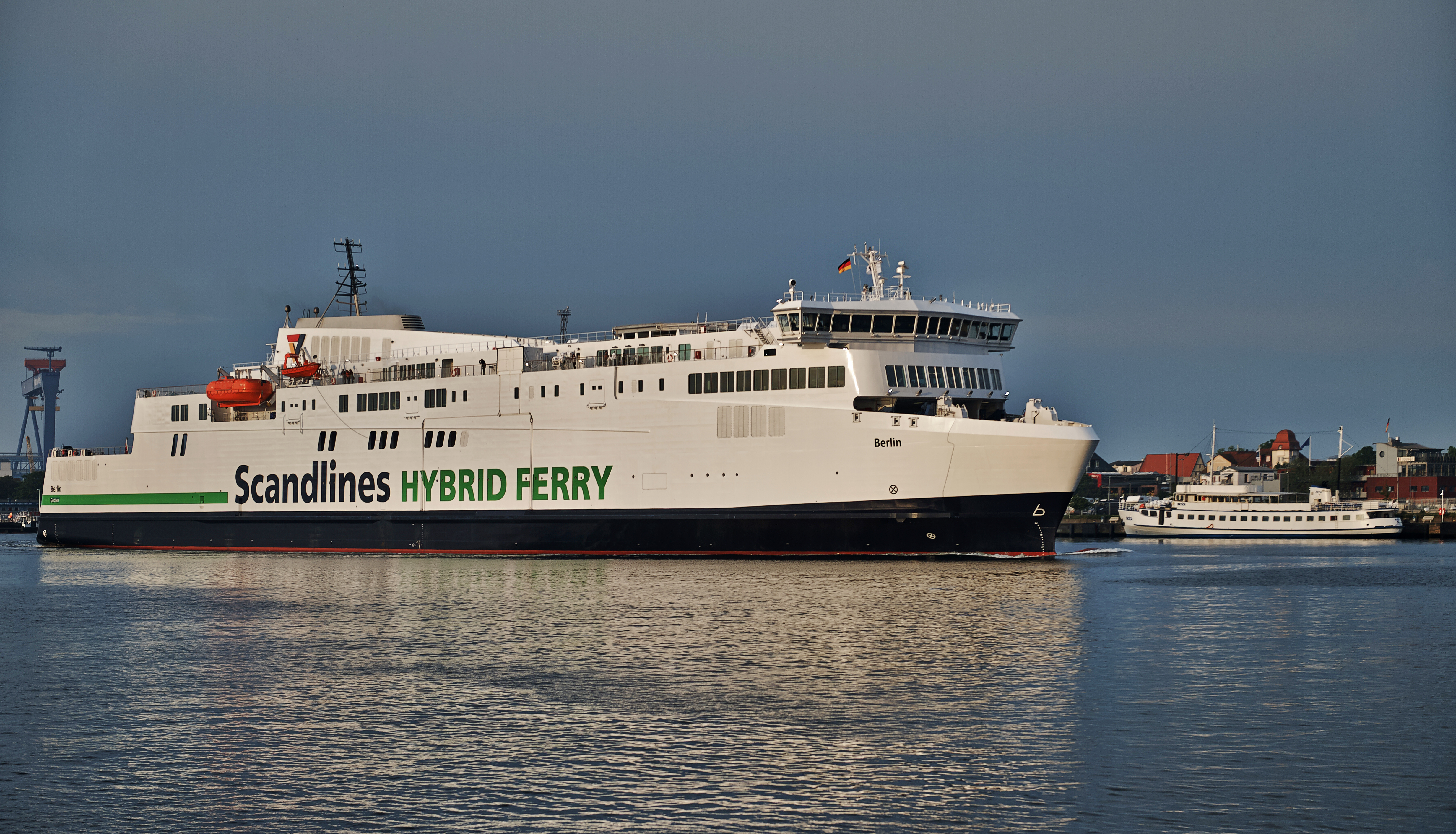
Fährschiff Berlin

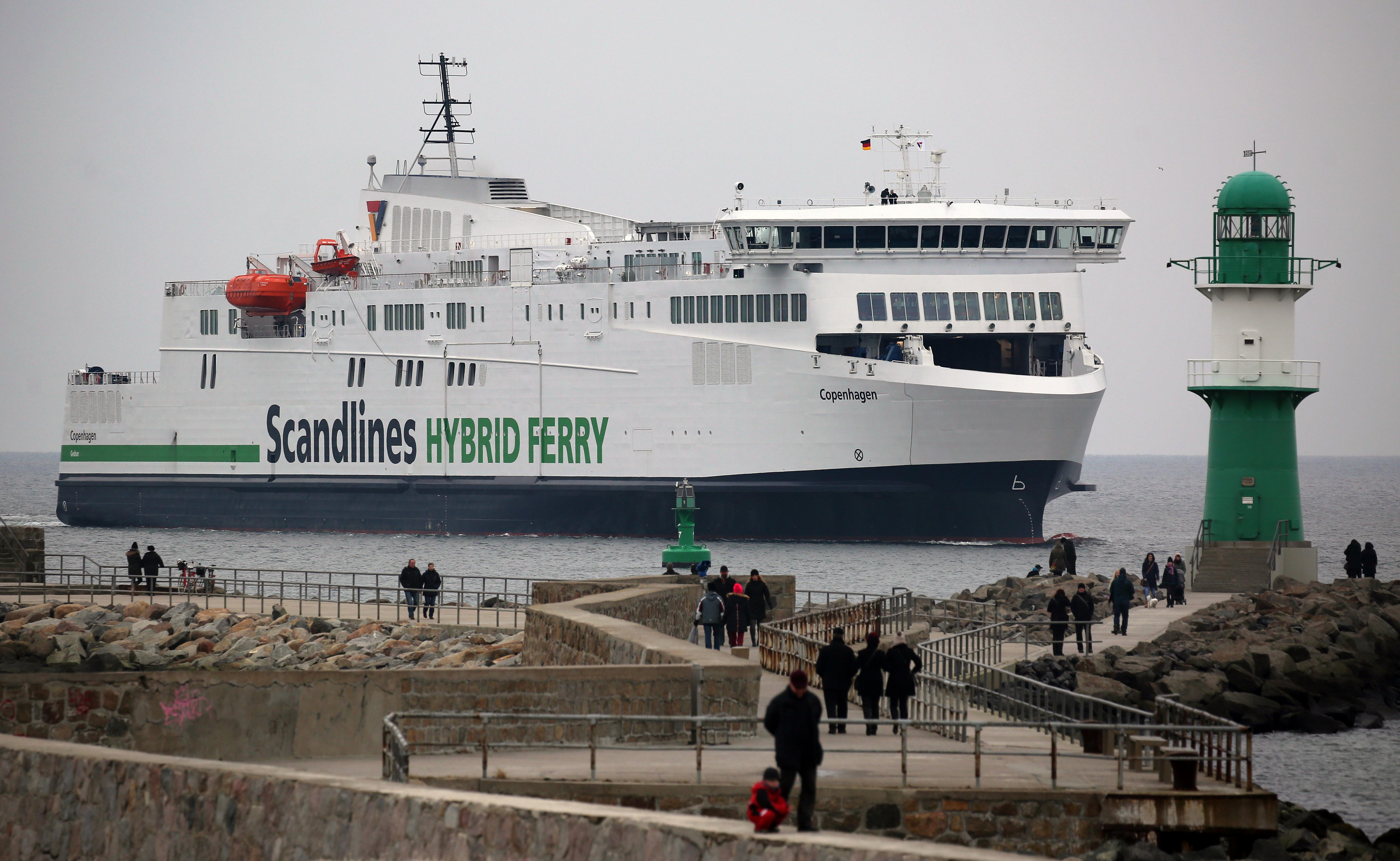
Fährschiff Copenhagen

Ab dem Jahr 1873 gab es eine Postdampferverbindung zwischen Rostock und Nykøbing (Falster). Sie wurde am 26. Juni 1886 zu den neuangelegten Bahnhöfen mit Fährbecken von Warnemünde und Gedser, dem nun südlichsten Hafen Dänemarks, verlegt. Ab dem 30. September 1903 wurde sie als Eisenbahnfährverbindung zwischen dem neugebauten Bahnhof Warnemünde und Gedser gemeinsam von den Staatsbahnen der beiden Länder betrieben.

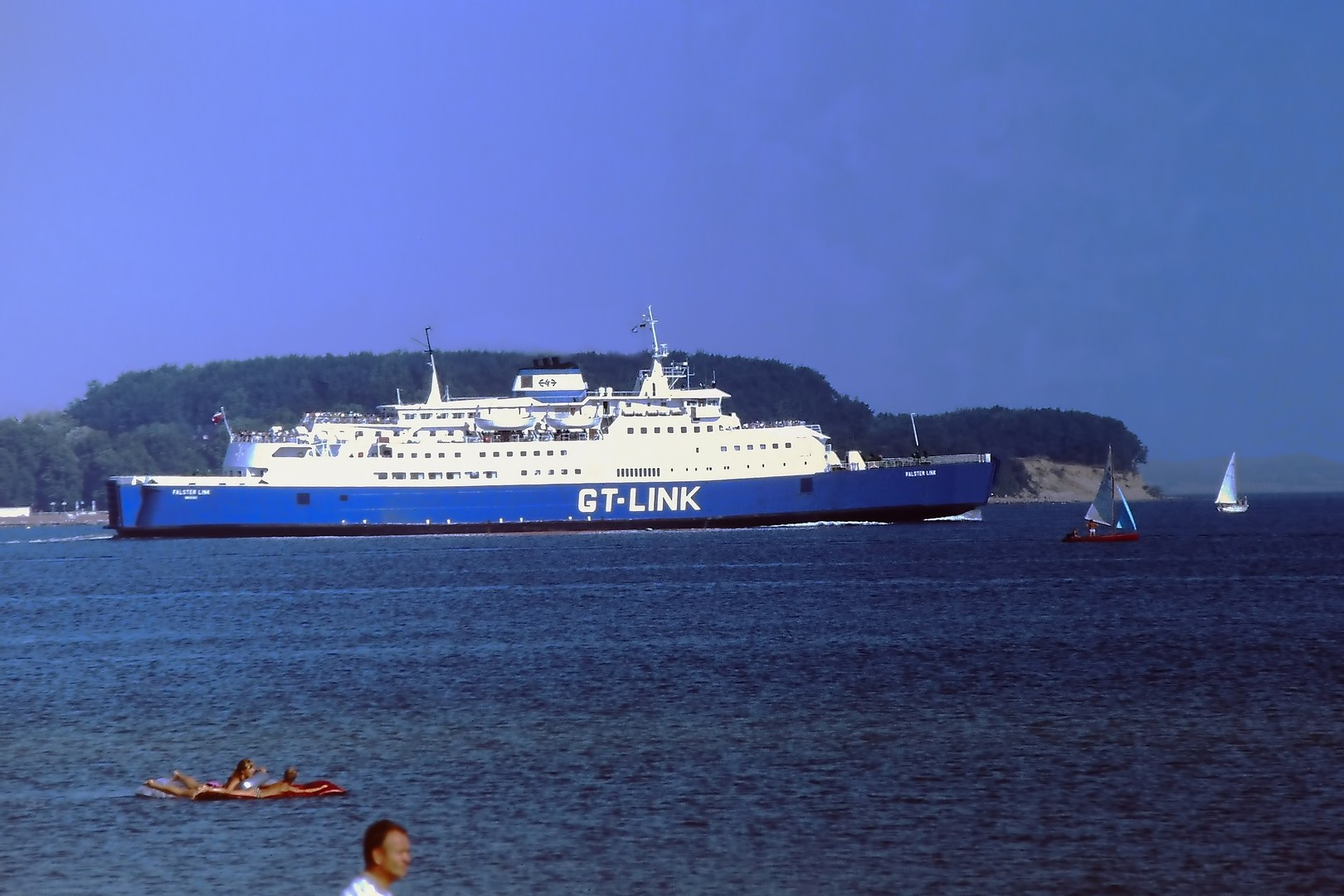
Fährschiff Falster Link

Bis zur politischen Wende in der DDR wurde der Rostocker Überseehafen, der 1960 eröffnet wurde, nicht für den Fährverkehr genutzt. Bereits 1989 führte die Reederei GT-Link, welche bereits eine Kraftfahrzeugfähre zwischen Gedser und Travemünde betrieb, die ersten Verhandlungen zur Aufnahme eines Fährverkehrs ab dem Rostocker Überseehafen. Nach einigen Probeanläufen im Sommer 1990 wurde die Linie Rostock–Gedser am 1. Oktober 1990 durch GT-Link eröffnet. Genutzt wurde dazu in Rostock ein Pontonanleger am Liegeplatz 37 (an Pier II). Zum Einsatz kamen die Fährschiffe Europa Link / Baltavia, Falster Link und Travemünde Link / Rostock Link. Durch die günstige Lage an der Autobahn Berlin–Rostock wurde die Fährverbindung stark genutzt, so dass täglich bis zu sieben Abfahrten pro Richtungen angeboten wurden. Ab dem 1. April 1991 firmierte sie unter dem Namen Europalinien. Im September 1994 wurde das Angebot erheblich reduziert und nur noch die Rostock Link genutzt.

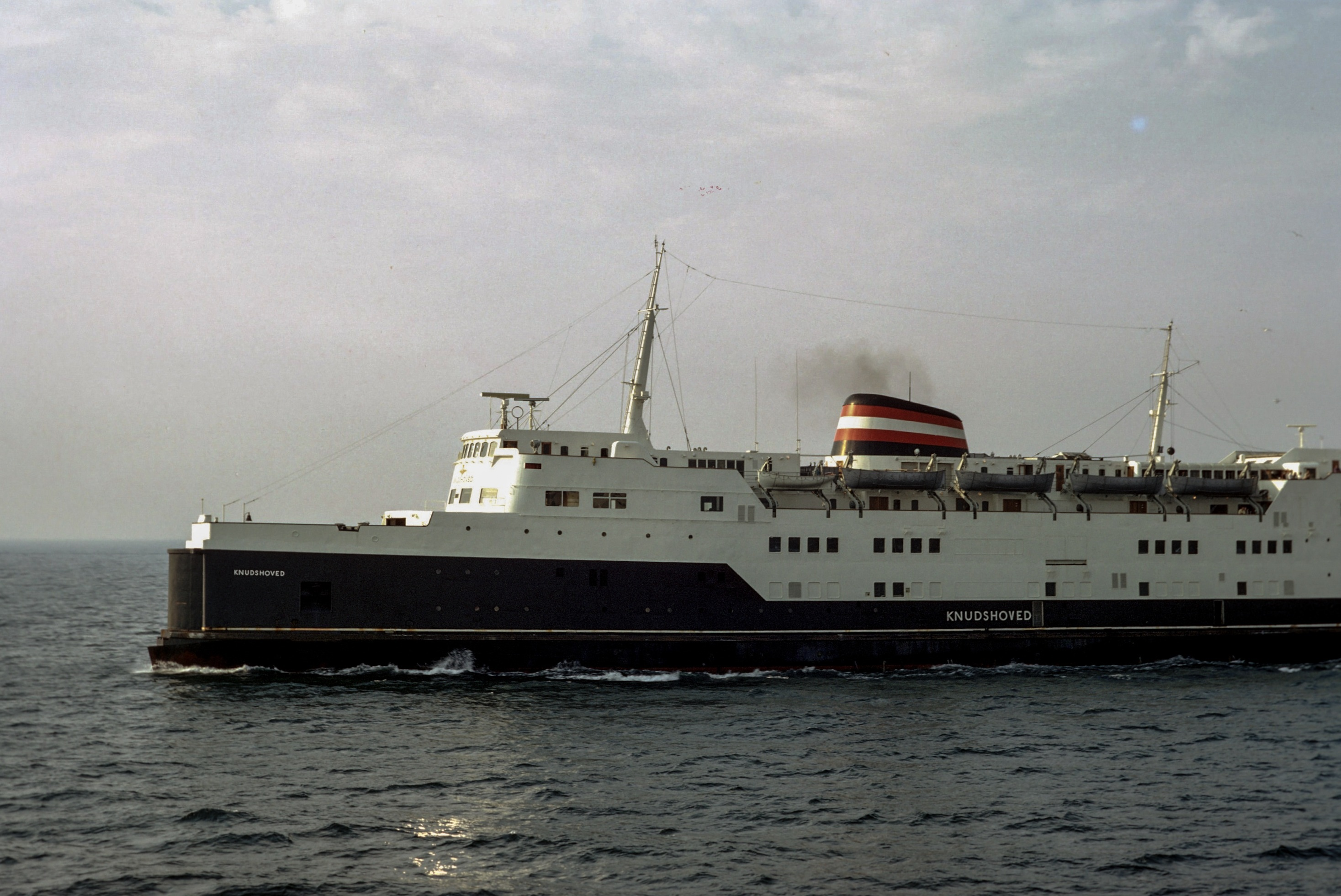
Fährschiff Knudshoved

Im Sommer 1994 ließen die Dänischen Staatsbahnen (DSB) ihr Fährschiff Knudshoved zur Autofähre umbauen und setzten sie ab dem 14. Oktober 1994 zwischen dem Rostocker Überseehafen und Gedser ein. Dazu nutzten sie in Rostock den Anleger mit Europalinien gemeinsam, auch Rückfahrkarten wurden gegenseitig anerkannt. Im Sommer 1995 privatisierte die DSB ihre Fähren in der neugegründeten DSB Rederi A/S. Am 24. September 1995 wurde die parallele Eisenbahnfährverbindung Warnemünde–Gedser eingestellt.
Im Mai 1996 erwarb die DSB Rederi die Europalinien und wurde somit alleiniger Betreiber der Fährverbindung. Sie nahm die Knudshoved aus dem Verkehr und setzte die Fähren Rostock Link und Falster Link ein. Ab dem 13. Juni 1996 kam die Schnellfähre Berlin Express auf dieser Strecke zum Einsatz, die 600 Passagiere und 160 Pkw in nur 70 Minuten Fahrzeit transportierte. Im Sommer 1996 wurden täglich bis zu elf Abfahrten pro Richtung angeboten. 1997 wurde die DSB Rederi A/S in Scandlines A/S umbenannt.
Ab dem 26. März 1998 kam nach einem Umbau die Intercityfähre Kronprins Frederik als Ersatz für Rostock Link und Falster Link zum Einsatz. Im Sommer 1998 fusionierten die Deutsche Fährgesellschaft Ostsee (DFO) und die Scandlines A/S zur deutsch-dänischen Scandlines AG. Im Hafen von Gedser wurden umgerechnet 10 Millionen DM investiert, um die Anlagen zu erneuern.
Am 18. Juni 1998 eröffnete die Reederei easy line mit der Doppelendfähre Anja#11 und drei Abfahrten pro Richtung täglich eine weitere Linie auf der Strecke Rostock–Gedser. Im März 1999 kam mit Gitte 3 eine weitere Fähre hinzu, nun wurden täglich sieben Abfahrten pro Richtung angeboten.

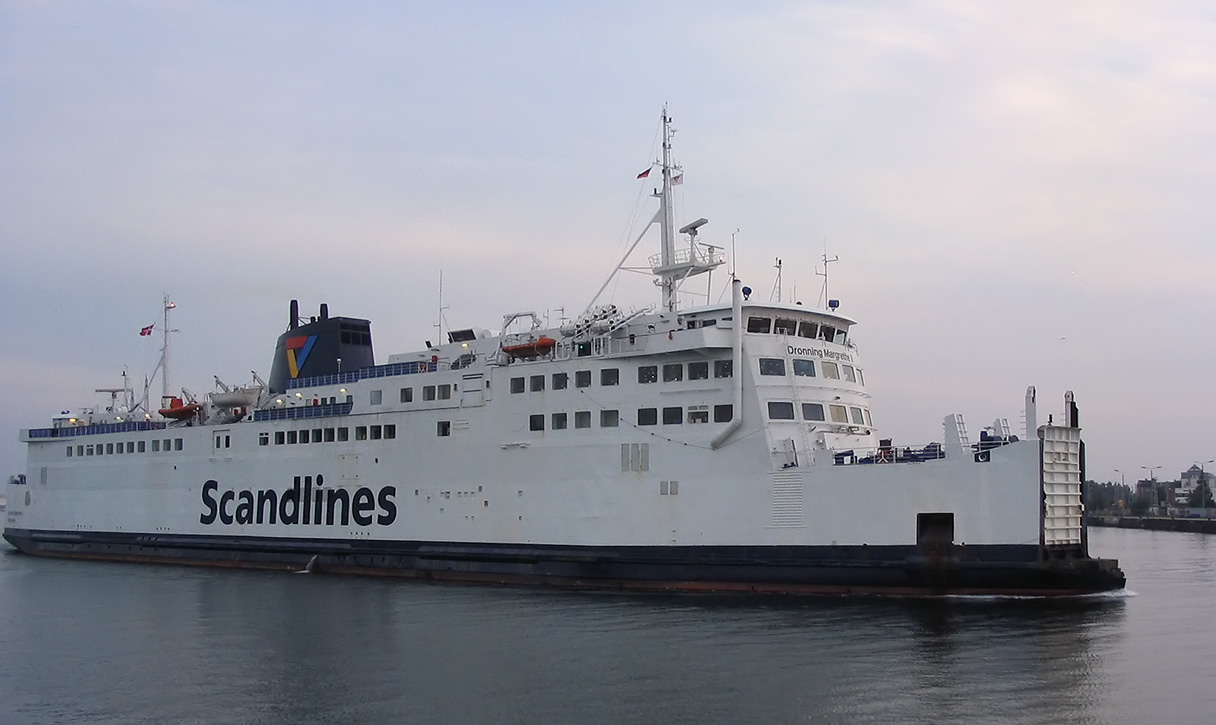
Fährschiff Dronning Margrethe II

Scandlines ersetzte aus Kostengründen die Berlin Express ab dem 1. Juni 1999 durch die Fähre Dronning Margrethe II. Dabei wurde erstmals eine deutsch-dänische Besatzung eingesetzt. Ab dem 30. August 1999 nutzte easy line nur noch die Fähre Anja#11, am 17. Dezember 2000 stellte sie den Betrieb komplett ein.
Zum 29. März 2001 ersetzte die ebenfalls umgebaute Intercityfähre Prins Joachim die Dronning Margrethe II. Letztere kam wieder ab dem 1. Mai 2001 zusätzlich zu den beiden Intercityfähren wieder zum Einsatz. Im Jahr 2004 wurden die Intercityfähren mit neuen Maschinen ausgestattet, damit sank die Fahrzeit auf 100 Minuten pro Strecke. Im Januar 2005 schied die Dronning Margrethe II aus dem Dienst aus und wurde verschrottet. Von Oktober 2007 bis Oktober 2008 war zusätzlich die gecharterte Fähre Rostock auf dieser Linie im Einsatz.
Am 26. März 2010 gab Scandlines den Bau der beiden Fährschiffe Berlin und Copenhagen bekannt. Sie sollten im Jahr 2012 die Fährschiffe Kronprins Frederik und Prins Joachim auf der Route Rostock–Gedser ersetzen und die Kapazitäten damit deutlich erhöhen. Durch Schwierigkeiten beim Bau und der Insolvenz der Bauwerft verzögert sich dies. Daher setzte Scandlines in den Sommermonaten mehrfach die gecharterte Doppelendfähre Mercandia VIII zur Verstärkung ein. Im Mai 2016 löste die Berlin die Prins Joachim ab, welche ausgemustert wurde. Im Dezember 2016 ging die Copenhagen in Dienst. Die Kronprins Frederik ist seit März 2017 als Güterfähre auf der Vogelfluglinie Puttgarden–Rødby im Einsatz und kann bei Bedarf auch auf der Linie Rostock–Gedser eingesetzt werden.
Derzeit werden bis zu zehn Abfahrten täglich pro Richtung im Zweistundentakt angeboten, die Fahrt dauert rund 100 Minuten.

## Fährschiffe
Die folgenden Fährschiffe wurden bzw. werden im Liniendienst zwischen Rostock und Gedser eingesetzt:
- Europa Link / Baltavia (1990–1992, IMO-Nr. 6601997, 2002 verschrottet)
- Falster Link (1990–1997, IMO-Nr. 6910453, 2006 verschrottet)
- Travemünde Link / Rostock Link (1990–1998, IMO-Nr. 7400261, 2013 verschrottet)
- Knudshoved (1994–1996, IMO-Nr. 5190379, 1998 verschrottet)
- Berlin Express (1996–1999, IMO-Nr. 9111709, 2016 verschrottet)
- Kronprins Frederik (seit 1998, IMO-Nr. 7803205, seit 2017 Reservefähre)
- Anja#11 / Anja 11 (1998–2000, IMO-Nr. 8611556, zuletzt als Wohnschiff Ersai 4 im Kaspischen Meer)
- Dronning Margrethe II (1999–2005, IMO-Nr. 7315090, 2005 verschrottet)
- Gitte 3 (1999, IMO-Nr. 8611635, 2010 verschrottet)
- Prins Joachim (2001–2016, IMO-Nr. 7803190, heute als Morocco Star auf der Linie Tanger-Med–Algeciras)
- Rostock (2007–2008, IMO-Nr. 8000226, heute als Wasa Express auf der Linie Holmsund–Vaasa)
- Mercandia VIII (2012–2015, IMO-Nr. 8611623, heute auf der Linie Helsingör–Helsingborg)
- Berlin (seit 2016, IMO-Nr. 9587855)
- Copenhagen (seit 2016, IMO-Nr. 9587867)